# Glorious Collision
Glorious Collision è l'ottavo album in studio del gruppo musicale progressive metal svedese Evergrey, pubblicato nel 2011.

## Tracce
1. Leave It Behind Us – 5:09
2. You – 6:23
3. Wrong – 5:14
4. Frozen – 5:01
5. Restoring the Loss – 4:46
6. To Fit the Mold – 5:24
7. Out of Reach – 3:43
8. The Phantom Letters – 5:31
9. It Comes from Within – 4:25
10. Free – 3:45
11. The Disease... – 4:13
12. I'm Drowning Alone – 4:17
13. ...And the Distance – 3:47

## Formazione
- Tom Englund - voce, chitarra
- Rikard Zander - tastiere
- Marcus Jidell - chitarra
- Johan Niemann - basso
- Hannes Van Dahl - batteria